# Daniel Carlson
Daniel Carlson (geboren am 23. Januar 1995 in Colorado Springs, Colorado) ist ein US-amerikanischer American-Football-Spieler auf der Position des Kickers. Er spielte College Football für die Auburn University. Im NFL Draft 2018 wurde Carlson in der fünften Runde von den Minnesota Vikings ausgewählt. Zurzeit spielt er für die Las Vegas Raiders.

## Frühe Jahre und College
Carlsons Vater kommt aus Schweden und zog in die Vereinigten Staaten, um Tennis an der University of Alabama zu spielen. Als Daniel Carlson in der achten Klasse war, lebte er mit seiner Familie ein Jahr lang in Schweden. Er hat zwei Brüder. Carlson besuchte die Classical Academy in seiner Heimatstadt Colorado Springs, Colorado. Von 2013 bis 2017 besuchte er die Auburn University, um College Football für die Auburn Tigers zu spielen. Nach einem Jahr als Redshirt war er vier Jahre lang der Kicker der Tigers. Dabei vergab er bei 198 Versuchen keinen Extrapunkt und verwandelte 92 Field Goals bei 114 Versuchen. Carlson stellte einen neuen Rekord für die meisten erzielten Punkte eines Spielers in der Southeastern Conference (SEC) auf. Er wurde von 2015 bis 2017 dreimal in das First Team der SEC von Associated Press gewählt.

## NFL
Carlson wurde im NFL Draft 2018 in der fünften Runde an 167. Stelle von den Minnesota Vikings als erster Kicker in diesem Draft ausgewählt. In Minnesota sollte er mit Kai Forbath um die Stelle als Kicker konkurrieren. Carlson konnte sich durchsetzen, sodass die Vikings Forbath im August entließen. Nach inkonstanten Leistungen in der Preseason verwandelte Carlson bei seinem NFL-Debüt in Woche 1 seinen einzigen Field-Goal-Versuch aus 48 Yards gegen die San Francisco 49ers. Am 2. Spieltag vergab er gegen die Green Bay Packers alle drei Field Goals, zu denen er antrat, davon zwei in der Overtime. In letzter Sekunde verpasste er dabei ein mögliches siegbringendes Field Goal aus 35 Yards. Das Spiel endete mit einem 29:29-Unentschieden. Im Anschluss an das Spiel entließen die Vikings Carlson und ersetzten ihn durch Dan Bailey.
Vor dem 8. Spieltag der Saison 2018 nahmen die Oakland Raiders Carlson unter Vertrag, nachdem bei ihnen Rookie Matt McCrane nicht hatte überzeugen können. Bei den Raiders zeigte Carlson deutlich bessere Leistungen und stellte mit 94,1 % verwandelten Field Goals in seiner Rookiesaison einen neuen Franchiserekord auf. In seiner zweiten Saison in Oakland war er mit 19 Treffern bei 26 Versuchen schwächer. Nach der Saison zogen die Raiders nach Las Vegas um. In der Saison 2020 erzielte Carlson insgesamt 144 Punkte, womit er den Franchiserekord von Sebastian Janikowski für die meisten erzielten Punkte in einer Saison brach. Zudem erzielte er, zusammen mit Jason Sanders von den Miami Dolphins und Younghoe Koo von den Atlanta Falcons, die meisten Punkte in dieser Saison.
Im Dezember 2021 einigte Carlson sich mit den Raiders auf eine Vertragsverlängerung um vier Jahre im Wert von 18,4 Millionen US-Dollar. Er erzielte in der Regular Season 2021 fünf Field Goals zum Sieg, mit 150 erzielten Punkten übertraf er seinen eigenen Franchiserekord aus dem Vorjahr. Carlson wurde viermal als AFC Special Teams Player of the Week ausgezeichnet, womit er einen weiteren Rekord aufstellte. Er wurde in das All-Pro Second Team gewählt.
In der Saison 2022 wurde Carlson in von Associated Press zum First-team All-Pro gewählt. Er erzielte 34 Field Goals, davon elf aus 50 Yards Entfernung oder mehr.

## Persönliches
Carlson ist verheiratet und hat eine 2020 geborene Tochter. Sein Bruder Anders Carlson spielte ebenfalls als Kicker für Auburn und wurde im NFL Draft 2023 in der sechsten Runde von den Green Bay Packers ausgewählt.